# Hamburg Masters 2009
De Hamburg Masters is een internationaal hockeytoernooi voor mannen, dat onder auspiciën staat van de Duitse hockeybond. Aan de vijftiende editie in de Noord-Duitse stad Hamburg deden vier landen mee: Australië, Duitsland, Nederland en Engeland.

## Uitslagen

### Donderdag 4 juni 2009
- 16:30 uur Nederland - Australië 2-3 (1-2)
- 18:45 uur Duitsland - Engeland 6-0 (2-0)

### Zaterdag 6 juni 2009
- 14:00 uur Australië - Engeland 5-2 (2-0)
- 16:30 uur Duitsland - Nederland 5-3 (1-1)

### Zondag 7 juni 2009
- 12:00 uur Nederland - Engeland 5-4 (1-3)
- 14:30 uur Australië - Duitsland 6-2 (3-0)

## Eindstand
| № | Land      | WG | W | G | V | DV | DT | +/– | Punten |
| - | --------- | -- | - | - | - | -- | -- | --- | ------ |
| 1 | Australië | 3  | 3 | 0 | 0 | 14 | 6  | +8  | 9      |
| 2 | Duitsland | 3  | 2 | 0 | 1 | 13 | 9  | +4  | 6      |
| 3 | Nederland | 3  | 1 | 0 | 2 | 10 | 12 | –2  | 3      |
| 4 | Engeland  | 3  | 0 | 0 | 3 | 6  | 16 | –10 | 0      |